# Cyrtandra tarsodes
Cyrtandra tarsodes är en tvåhjärtbladig växtart som beskrevs av Brian Laurence Burtt. Cyrtandra tarsodes ingår i släktet Cyrtandra och familjen Gesneriaceae. Inga underarter finns listade i Catalogue of Life.